# Otó II de Meissen
Otó II de Meissen anomenat «el Ric» (1125-1190) fou marcgravi de Meissen, fill primigeni del marcgravi Conrad el Gran, de la casa de Wettin). En el repartiment de béns paterns li tocà el Marcgraviat de Meissen. Durant la seva sobirania es descobriren els jaciments argentífers de Freiberg. El primer a què destinà el producte de les seves mines fou a la fortificació de les ciutats de Freiberg i Eisenberg, fundada abans de 1170. Des del 1166 prengué part en les guerres contra Enric el Lleó. Per instigació de la seva esposa Eduvigis, filla d'Albert I, feu al seu fill petit, Dietrich, hereu de les Marques, pel qual el seu fill primogènit Albert I de Meissen li declarà la guerra, i el 1189 el tancà presoner en el castell de Döben, prop de Grimma. Alliberant-lo per ordre de l'emperador, renovà la guerra contra Albert, però morí al cap de poc temps, sent sepultat en el convent d'Altzelle, fundat per ell.